# Hammaptera herbosaria
Hammaptera herbosaria là một loài bướm đêm trong họ Geometridae.